# Colebatch (Shropshire)
 (octobre 2023).
Colebatch est une paroisse civile et un village du Shropshire, en Angleterre.